# Piezocranum
Piezocranum is een geslacht van wantsen uit de familie van de Miridae (Blindwantsen). Het geslacht werd voor het eerst wetenschappelijk beschreven door Géza Horváth in 1877.

## Soorten
Het genus bevat de volgende soorten:

- Piezocranum corvinum Puton, 1895
- Piezocranum medvedevi V.G. Putshkov, 1961
- Piezocranum seminulum Horváth, 1898
- Piezocranum simulans Horváth, 1877